# Dr.-Kurt-Fischer-Siedlung

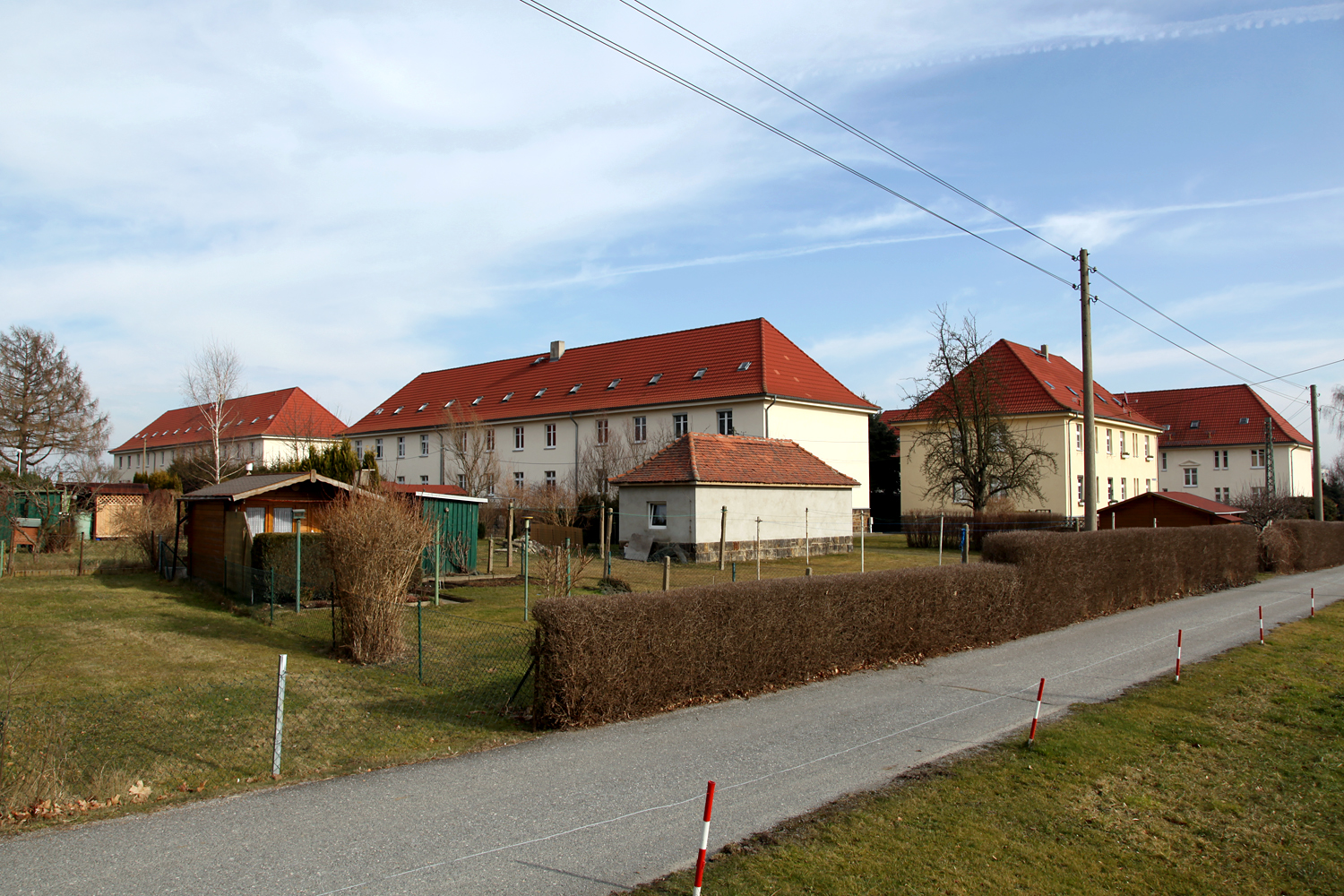
Blick in die Siedlung

Die Dr.-Kurt-Fischer-Siedlung (vorher: Gendarmeriesiedlung) ist eine Ortslage in der sächsischen Gemeinde Arnsdorf. Die im Stil einer Gartenstadt geplante Siedlung wurde nach dem deutschen Politiker Kurt Fischer (1900–1950) benannt.

## Lage
Die Dr.-Kurt-Fischer-Siedlung befindet sich am östlichen Rand Arnsdorfs. Begrenzt wird sie durch die Stolpener Straße in Richtung Fischbach (S 159) sowie die Straße Zur Massenei in Richtung Seeligstadt. Unmittelbar neben der Siedlung liegt das Sächsische Krankenhaus Arnsdorf.

## Geschichte
Auf dem zur damaligen Zeit zum Krankenhaus gehörenden Gelände wurde 1921 mit dem Bau von Häusern begonnen. Bis 1923 wurde die sogenannte Gendarmeriesiedlung, bestehend aus mehreren Wohn-, einem Verwaltungs- und einem Wirtschaftsgebäude, errichtet. Die Wohnungen dienten als Quartiere für die Angehörigen der örtlichen Landgendarmerie. Die ersten Wohneinheiten wurden am 30. September 1922 bezogen. Jede Wohnung in der Anlage bekam einen eigenen Garten zugeordnet, dieser diente vor allem später der Selbstversorgung der Bewohner. Im Wirtschaftsgebäude waren die Pferde und Mannschaftswagen der berittenen Polizei untergebracht. Ab 1926 zogen verstärkt Angestellte des Krankenhauses in die Wohnungen ein. Ab 1930 übernahm das Krankenhaus die komplette Verwaltung der Gendarmeriesiedlung. Während des Zweiten Weltkriegs wurden sämtliche Gebäude mit Luftschutzkellern versehen. Nach dem Tod des sächsischen Innenministers Kurt Fischer im Jahr 1950 wurde der Siedlung der Name Dr.-Kurt-Fischer-Siedlung verliehen.

## Namens-Kontroverse
Die Benennung der Siedlung nach dem Politiker Kurt Fischer wird von einigen Historikern wie Mike Schmeitzner und Michael Richter inzwischen kritisch betrachtet, da Fischer von mehreren Forschern mit dem Tod des sächsischen Ministerpräsidenten Rudolf Friedrichs (1892–1947) in Zusammenhang gebracht wird. Außerdem wird Fischers Funktion als „stalinistischer Geheimdienstkader“ kontrovers diskutiert. Als Option für die Siedlung wird zum Beispiel die Benennung nach Rudolf Friedrichs erwogen.